# Linh dương đồng cỏ sông Nile
Linh dương đồng cỏ sông Nile (Kobus megaceros) là một loài động vật có vú trong họ Bovidae, bộ Artiodactyla. Loài này được Fitzinger mô tả năm 1855.

## Hình ảnh

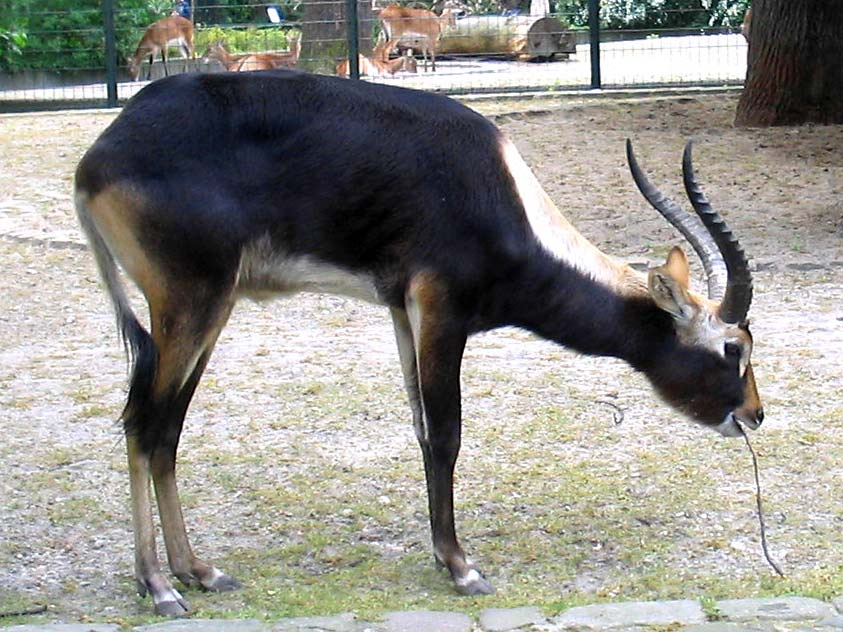
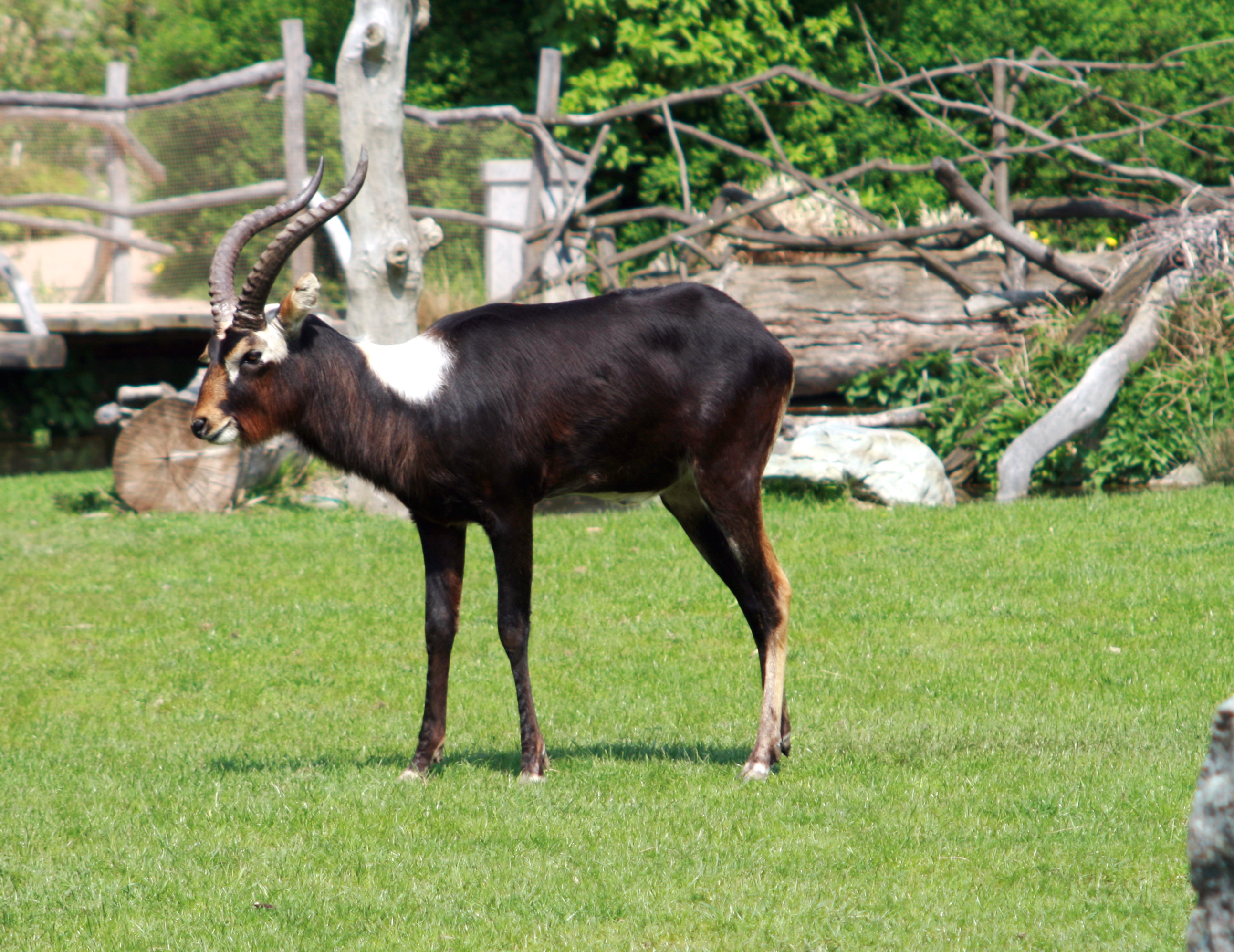
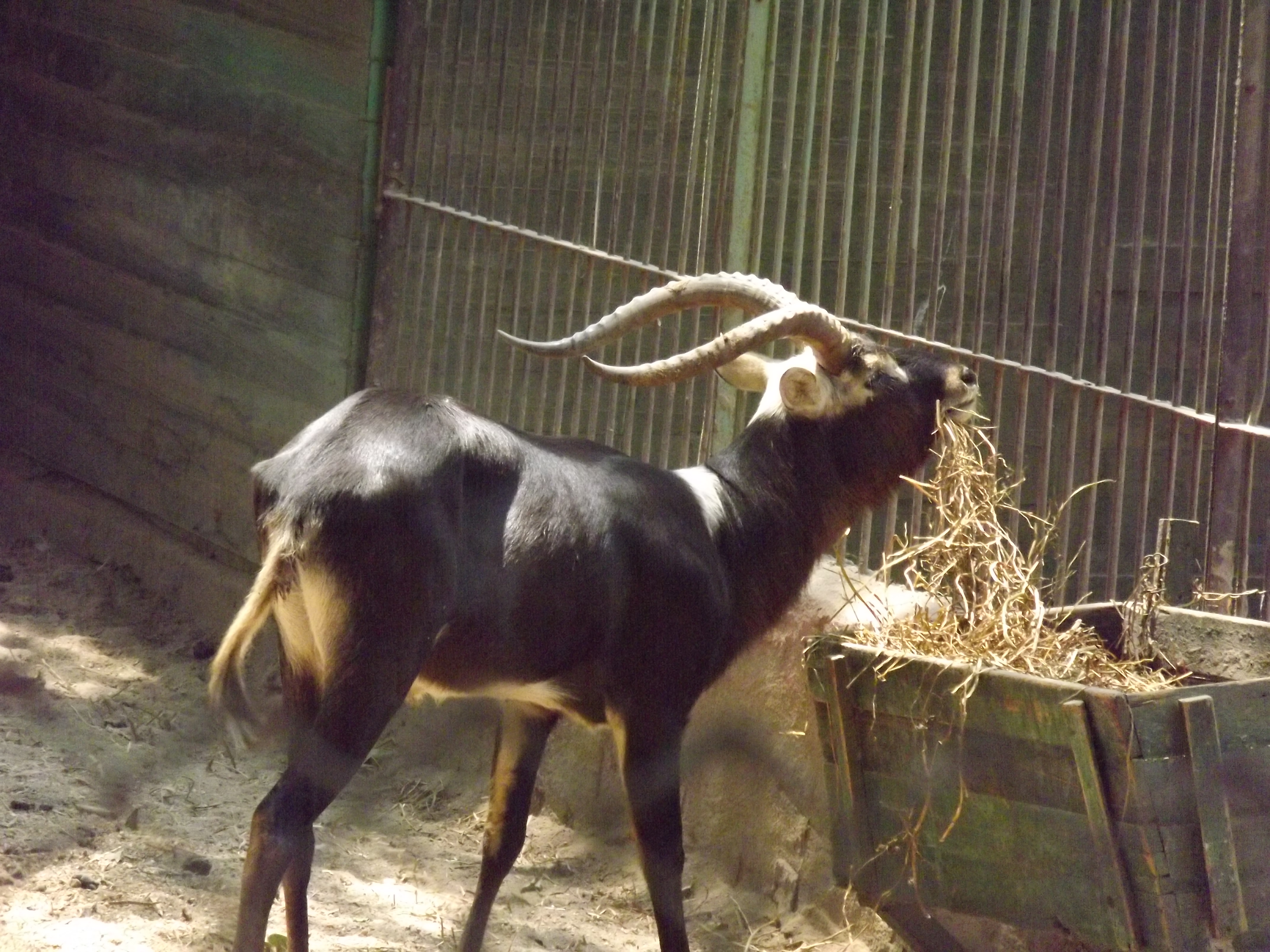
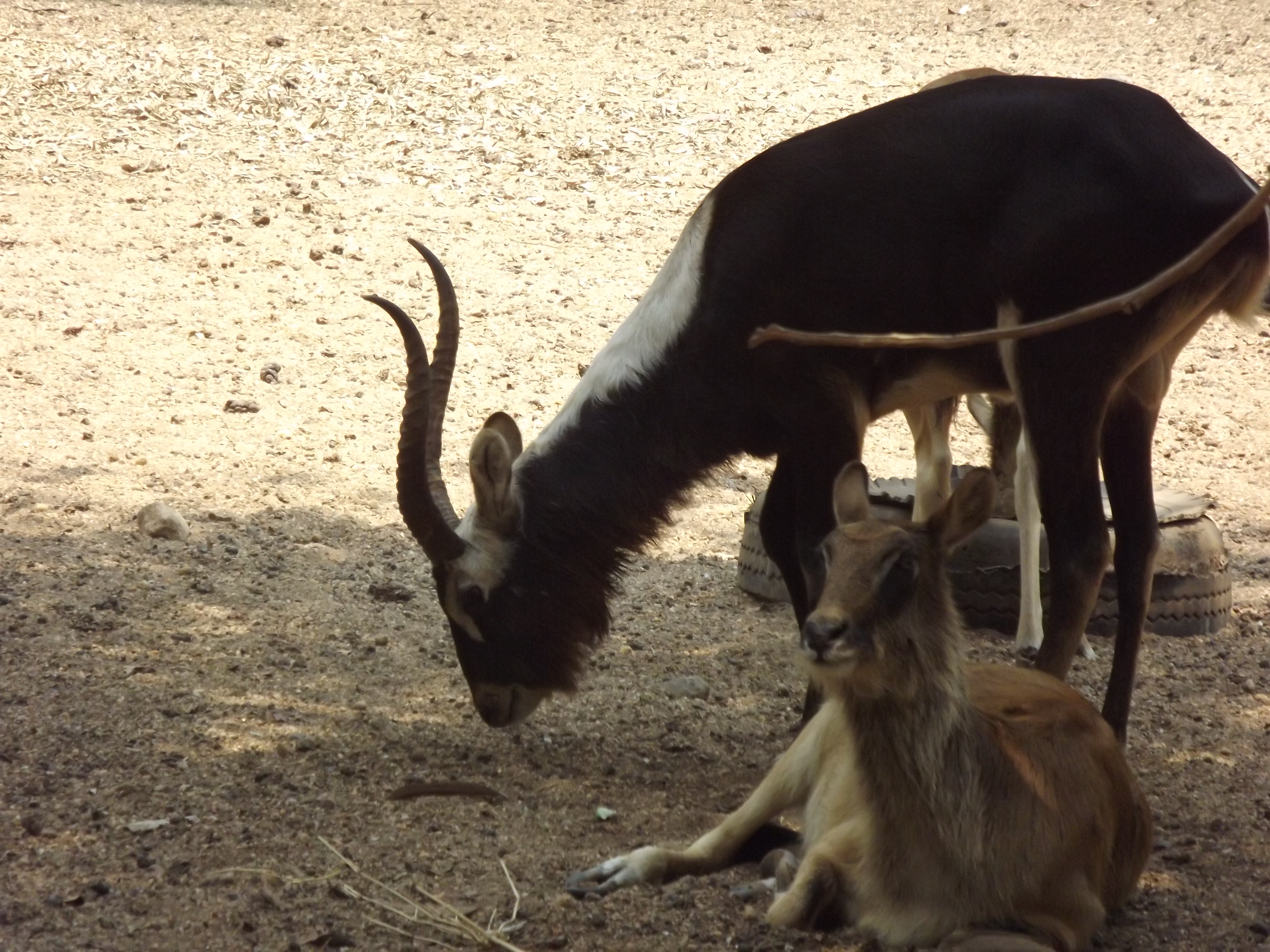